# Alexandru-Viorel Vrânceanu
Alexandru-Viorel Vrânceanu (n. 27 februarie 1927, satul Băile, comuna Balta Albă, Județul Buzău – d. 1 martie 2014, Manasia, Ialomița) a fost un profesor de silvicultură român.
Este membru de onoare (din 2011) al Academiei Române
și membru de onoare al Academiei de Științe a Moldovei. este un ameliorator român, specialist în genetica floarea-soarelui, recunoscut pentru contribuțiile sale la crearea primilor hibrizi de floarea-soarelui și dezvoltarea tehnologiilor de producere a semințelor. A activat peste cinci decenii (1950–2004) ca cercetător la Institutul de Cercetări Agricole (ICAR) și Institutul de Cercetări pentru Cereale și Plante Tehnice (ICCPT) Fundulea, ocupând funcții de conducere, inclusiv director general (1991–1997) și președinte al Academiei de Științe Agricole și Silvice (ASAS) (1997–2001). A publicat 190 de articole științifice, 14 cărți și monografii, fiind laureat al Premiului Academiei Române (1974) și al Premiului Internațional „V.S. Pustovoit” (1980).

## Biografie
Copilărie și educație  
Alexandru Viorel Vrânceanu s-a născut la 22 februarie 1927 în Băile, județul Buzău. A urmat Liceul Teoretic „Nicolae Bălcescu” din Brăila (1934–1946), absolvind bacalaureatul în 1946. În 1948, a fost admis la Facultatea de Horticultură a Institutului Agronomic București, pe care a absolvit-o în 1950, obținând diploma de inginer agronom. În 1961, a susținut teza de doctorat în ameliorarea plantelor, devenind unul dintre cei mai tineri doctori în agronomie ai vremii. 
Carieră profesională  
După absolvire, a lucrat în unități agricole de stat (1950–1954). În 1954, a devenit cercetător științific la ICAR, în Laboratorul Central de Ameliorare a Plantelor (1954–1961). Din 1962, s-a alăturat ICCPT Fundulea, unde a condus programul de cercetare pentru floarea-soarelui și plante oleaginoase (1960–1990). A fost secretar științific (1982–1991) și director general al ICCPT Fundulea (1991–1997). A fost profesor asociat la Universitatea Agricolă a Banatului (1991–1997) și la USAMV București (1997–2001). 

## Activitate științifică
Alexandru Viorel Vrânceanu a publicat 190 de articole științifice (52 în străinătate) și 14 cărți, contribuind la genetica și ameliorarea floarea-soarelui. A creat peste 275 de linii consangvinizate și hibrizi precum Romsun 52, Romsun 53 și Felix, adoptați pe suprafețe extinse în România și internațional. A colaborat cu firme precum Pioneer și Hileshog NK, omologând hibrizi în Franța. 
Genetica androsterilității  
A studiat androsterilitatea nucleară și citoplasmatică, identificând genele de androsterilitate și restaurare a fertilității polenului. A corelat nuanțele de culoare ale tulpinii cu androsterilitatea, publicând „Gene pentru androsterilitate la floarea-soarelui” (1970) și „Surse de restaurare a fertilității polenului” (1973). A descoperit sursa de androsterilitate citoplasmatică Fundulea 1. 
Crearea hibrizilor de floarea-soarelui  
A creat primii hibrizi de floarea-soarelui din România, Romsun 52 și Romsun 53 (1971), utilizați pe 65.000–100.000 ha. A dezvoltat hibrizi rezistenți, precum Sorem 80, Sorein 82 (cultivat în Italia ca Adonis 82) și Felix (1982), primul hibrid rezistent la putregaiul brun. A omologat hibrizi internaționali, precum Corii și Santiago (Franța, 1992–1993). 
Rezistența la boli  
A introdus rezistența genetică la mană, depistând gena Plb și alte patru gene de rezistență. A identificat gene de rezistență la sclerotinia și lupoaie (OR1, OR2), publicând „New sunflower downy mildew resistance genes” (1981) și „Evoluții ale virulenței parazitului Orobanche cumana” (1981). 
Tehnologii de producere a semințelor  
A optimizat producerea semințelor hibride, elaborând scheme de înmulțire a liniilor androsterile și restauratoare de fertilitate. A stabilit metode de izolare spațială și raporturi optime între formele parentale, publicând „Aspecte noi privind producerea semințelor hibride de floarea-soarelui” (1980). 

## Activitate didactică
Ca profesor asociat la Universitatea Agricolă a Banatului (1991–1997) și USAMV București (1997–2001), a predat cursuri de ameliorare a plantelor. A contribuit la formarea specialiștilor prin manuale și articole didactice. 

## Activitate managerială
Alexandru Viorel Vrânceanu a deținut funcții de conducere care au influențat cercetarea agricolă:
- Responsabil al programului de cercetare pentru floarea-soarelui, ICCPT Fundulea (1960–1990).
- Secretar științific (1982–1991) și director general al ICCPT Fundulea (1991–1997).
- Președinte al ASAS (1997–2001).
- Președinte al Asociației Internaționale a Floarea-Soarelui (1974–1978).

A coordonat rețeaua FAO pentru floarea-soarelui (1975–1979) și a organizat a VI-a Conferință Internațională a Floarea-Soarelui (1974). A participat la 85 de manifestări științifice în 30 de țări (1959–2001). 

## Lucrări
Alexandru Viorel Vrânceanu a publicat 190 de articole științifice și 14 cărți. Dintre lucrările reprezentative:
- „Cercetări privind metodele de obținere a heterozisului la floarea-soarelui”, Analele ICCPT Fundulea, vol. XXXIII, Seria 6/1965
- „Cercetări privind metodele de obținere a heterozisului la floarea-soarelui”, Analele ICCPT XXXIII Seria C, București, 1967
- „Cultura florii-soarelui” (cu D. Iștvan, Florica Olteanu), Editura Agrosilvică, București, 1967
- „Ereditatea surselor de androsterilitate la floarea-soarelui”, Probleme agricole, nr. 2, București, 1967
- „Consangvinizarea și heterozisul la floarea-soarelui”, Probleme de genetică teoretică aplicată, nr. 2, București, 1969
- „Ereditatea tipurilor „racem pistilat” și „racem dispersat” la ricin” (cu Fl. Stoenescu), Analele ICCPT, XXXV, Seria C, București, 1969
- „Folosirea liniilor autocompatibile cu gene marcatoare pentru crearea hibrizilor simpli de floarea-soarelui”, Analele ICCPT XXXV, Seria C, București, 1969
- „Gene pentru androsterilitate la floarea-soarelui” (cu Fl. Stoenescu, P. Diaconu), Analele ICCPT, XXXIV, Seria C, București, 1970
- „Obținerea de hibrizi de floarea-soarelui pe bază de androsterilitate genică” (cu Fl. Stoenescu), Analele ICCPT XXXVI, Seria C, București, 1970
- „Producerea semințelor hibride de floarea-soarelui pe bază de androsterilitate genică” (cu Fl. Stoenescu), Probleme agricole, nr. 8, București, 1972
- „Surse de restaurare a fertilității polenului la floarea-soarelui”, Analele ICCPT XXXIX, Seria C, București, 1973
- „Floarea-soarelui”, Editura Academiei RSR, București, 1974
- „Romsun 52 și Romsun 53 - primii hibrizi de floarea-soarelui introduși în cultură” (cu Fl. Stoenescu), Analele ICCPT, vol. XL, București, 1975
- „Ereditatea restaurării polenului la floarea-soarelui”, Analele ICCPT XLIII, București, 1978
- „Gene for pollen fertility restoration in „Sunflower”” (cu Fl. Stoenescu), Euphytica, 1978
- „Manifestarea heterozisului la hibrizii simpli triliniari și dubli de floarea-soarelui” (cu Fl. Stoenescu), Analele ICCPT XLIV București, 1978
- „Aspecte noi privind producerea semințelor hibride de floarea-soarelui”, Revista Producția vegetală. Cereale și plante tehnice, XXXII, nr. 3, București, 1980
- „Studiul genetic al apariției plantelor fertile în cadrul liniilor de floarea-soarelui cu androsterilitate citoplasmică” (cu Fl. Stoenescu), Analele ICCPT, XLVI, București, 1980
- „Evoluții ale virulenței parazitului Orobanche cumana Wallr și genul de rezistență corespunzătoare la floarea-soarelui” (cu N. Pârvu ș.a.), Analele ICCPT, XLVIII, București, 1981
- „New sunflower downy mildew resistance genes and their management”, Helia, nr. 4, 1981
- „Studiul variabilității genetice a florii-soarelui pentru rezistența la putregaiul alb (Sclerotinia sclerotiorum Lib de By)”, Analele ICCPT, Fundulea, București, 1984
- „Ameliorarea florii-soarelui și a altor plante oleaginoase” (cu Fl. Stoenescu ș.a.), Analele ICCPT Fundulea, LV, 1987
- „Progrese genetice realizate în ameliorarea florii-soarelui” (cu N. Pârvu), Analele ICCPT, LV, București, 1987
- „Aspecte genetice ale rezistenței florii-soarelui la putregaiul alb (Sclerotinia sclerotiorum)” (cu Al. Diaconu ș.a.), Analele ICCPT XLII
- „Adaptabilitatea unor hibrizi românești de floarea-soarelui în Europa” (cu Gabriela Soare ș.a.), Analele ICCPT, LVIII, București, 1990
- „El Girasol”, Editura Mundi Prensa, Madrid, Spania, 1995
- „Floarea-soarelui hibridă. Monografie”, Editura Ceres, București, 2003, 1100 pg.
- „Trends in sunflower breeding through genetic gains”, Helia, nr. 10, 2003

### Cărți
- Alexandru Viorel Vrânceanu – „Cultura florii-soarelui” (cu D. Iștvan, Florica Olteanu), Editura Agrosilvică, București, 1967
- Alexandru Viorel Vrânceanu – „Floarea-soarelui”, Editura Academiei RSR, București, 1974
- Alexandru Viorel Vrânceanu – „El Girasol”, Editura Mundi Prensa, Madrid, Spania, 1995
- Alexandru Viorel Vrânceanu – „Floarea-soarelui hibridă. Monografie”, Editura Ceres, București, 2003

## Premii și distincții
- Premiul Academiei Române (1974, pentru „Hibrizi de floarea-soarelui”)
- Premiul Internațional „V.S. Pustovoit” (1980, Madrid)
- Membru titular al ASAS
- Membru al Academiei de Științe din New York (1996)
- Membru al Academiei Agricole din Kiev, Ucraina (1993)
- Membru corespondent al Academiei dei Georgofili, Florența, Italia (1999)
- Membru titular al Academiei Oamenilor de Știință din România (1995)
- Membru al Institutului Biografic American (1999)
- Membru de onoare al Academiei de Științe din Republica Moldova (2000)

## Afilieri
- Președinte al ASAS (1997–2001)
- Președinte al Asociației Internaționale a Floarea-Soarelui (1974–1978)
- Coordonator al rețelei FAO pentru floarea-soarelui (1975–1979)
- Membru al Academiei de Științe din New York (1996)
- Membru al Academiei Agricole din Kiev, Ucraina (1993)
- Membru corespondent al Academiei dei Georgofili, Florența, Italia (1999)
- Membru titular al Academiei Oamenilor de Știință din România (1995)
- Membru al Institutului Biografic American (1999)
- Membru de onoare al Academiei de Științe din Republica Moldova (2000)
- Profesor asociat la Universitatea Agricolă a Banatului (1991–1997)
- Profesor asociat la USAMV București (1997–2001)